# Serras da Desordem
Pour plus de détails, voir Fiche technique et Distribution.
Serras da Desordem est un film documentaire brésilien écrit et réalisé par le cinéaste italien Andrea Tonacci et sorti en 2006.
L'œuvre dépeint le massacre de la tribu Awá-Guajá dans les années 1970 en Amazonie, à travers l'histoire de Carapirú, un survivant du massacre. En novembre 2015, le film est entré dans la liste établie par l'Association brésilienne des critiques de cinéma (Abraccine) des 100 meilleurs films brésiliens de tous les temps.

## Synopsis
Le film reproduit la trajectoire de Carapirú, un Indien Awá-Guajá, qui voit sa tribu envahie et massacrée par des fermiers et des bûcherons. Carapirú parvient à s'échapper et entame un long voyage, en quête de survie, à travers l'arrière-pays, les villes et les forêts de différentes régions du pays, du Maranhão au sud de Bahia. À un moment donné, dans le sud de Bahia, l'Indien est accueilli par une famille locale, puis il est envoyé à Brasilia par la FUNAI, dans le but de l'identifier et de résoudre sa situation. Pour cela, un contact avec un représentant de leur tribu est recherché. Par coïncidence, l'Indien désigné pour se rendre à Brasilia pour le reconnaître est Txiramukum, son fils, qui avait été capturé le jour du massacre, et qui est maintenant devenu adulte et membre du Guajá Post, créé pour aider ceux qui appartiennent à le groupe ethnique. Suivant l'histoire de Carapirú, le film dépeint et critique cette intervention agressive et désordonnée de l'homme blanc dans les civilisations indigènes, massacrant les populations des villages, déboisant et dépeuplant leurs régions, en quête de développement, de production et d'exploitation des ressources naturelles.

## Fiche technique
- Titre original : Serras da Desordem
- Réalisation : Andrea Tonacci
- Scénario : Andrea Tonacci
- Photographie : Alziro Barbosa, Fernando Coster, Aloysio Raulino
- Montage : Cristina Amaral
- Musique : Rui Weber
- Production :
- Pays de production : Brésil
- Langue originale : portugais
- Format : couleur
- Genre : documentaire
- Durée : 135 minutes
- Dates de sortie :
  - Royaume-Uni : 6 novembre 2006 (Leeds International Film Festival)

## Récompenses et nominations
- Meilleure photographie, meilleur film et meilleur réalisateur - 34e Festival de Gramado (2006)
- Meilleur film de l'APCA - Association Paulista des critiques d'art (2009)
- Meilleur film - 11e Festival luso-brésilien de Santa Maria da Feira (2007)
- Meilleur long métrage - 1er Festival Guará de Cine Ambiental (2007)
- Meilleur film brésilien de 2006 - 1er Prix Jairo Ferreira (2007)
- Meilleur film brésilien - Prix de la critique indépendante au 30e Festival international du film de São Paulo (2006)
- Meilleur film au 5e Ecocine - Festival du film environnemental (2006)
- Prix de la marguerite d'argent - CNBB (2006)
- Prix international de l'écriture (Suisse) - 3e place (1997)